# 別列濟夫卡河 (因古列茨河支流)
別列濟夫卡河（烏克蘭語：Березівка），是位於烏克蘭中部的河流，屬於因古列茨河的支流，發源自伊萬尼夫卡附近，流經基洛夫格勒州，河道全長27公里，流域面積287平方公里。